# 事業戦略
事業戦略（じぎょうせんりゃく）とは経営学用語の一つ。企業活動の中でも、個々の事業ごとに定められている戦略の事を言う。企業は経営理念を基として全社戦略を策定し、これが事業戦略に影響を与えるが、逆に個々の事業戦略の中にはそれが全社戦略に影響を与えることもあることから、企業の戦略は全体と部分が双方向的に影響を与えながら出来上がっていくものである。